# Muralles d'Alpont
La muralla d'Alpont es un dels dos elements fortificats defensius del nucli principal del municipi alpontí. L'altre és el castell d'Alpont. S'inclou a l'Índex General del Patrimoni Cultural Valencià amb la referència 46.036-9999-000001, on també figura el castell.
L'element protegit comprèn dos béns ben diferenciats pel seu emplaçament i funció. Mentre que el castell es remunta al segle VIII, arran de la conquesta islàmica, i el seu origen és un nucli poblacional establert al cim del turó a partir d'una guarnició militar, la muralla sorgeix  cap a finals del segle XI, en expandir-se la població cap a la base del turó i fer-se necessària la defensa d'aquest nucli ampliat.

## Descripció general
Es conserven nombroses restes de les muralles que en època musulmana tancaven el perímetre de la Vila d'Alpont, per la qual cosa és possible reconèixer el seu emplaçament i direcció, encara que moltes d'aquestes restes presenten un deteriorament seriós.
Les muralles s'estenen pel vessant oest de la població, al llarg d'aproximadament 600 metres partint de l'anomenat Portillo, pel sud i arribant en rampa descendent fins a treure el cap al barranc del Reguero, pel nord. Des d'aquest punt és el mateix vessant natural del turó sobre el qual s'alça el castell, amb el seu gran desnivell i verticalitat, el que completa el tancament del recinte per l'est.
Les muralles comptaven amb un total de catorze torres entre sis i vuit metres de gruix. Queden restes d'aquestes estructures, bé que generalment en un estat de gran deteriorament. Com que les muralles tallaven en dos el nucli de la població, van patir constants modificacions, com la destrucció de dues torres al segle XX per eixamplar dos carrers.

## Sector nord
Al seu extrem nord, la muralla probablement s'enllaçava amb el tallat sobre el qual s'assenta el castell, on la pròpia forma natural del terreny cobriria la funció defensiva del recinte per l'est.
El tram de la muralla entre l'extrem septentrional i la Torre Aljama, les muralles són generalment visibles, encara que sigui de forma parcial, variable i ocasionalment molt modificades.
A la part més septentrional, que gira cap a l'est, hi ha restes de la muralla i de diverses torres, però tot molt deteriorat i en mal estat de conservació, amb alguns elements que presenten risc d'esfondrament. La vegetació en aquest tram és molt abundant i impedeix la visió de la muralla i les seues torres, cosa que contribueix al seu deteriorament i ruïna. Es tracta de llenços de muralla generalment de maçoneria. En alguns trams on els paredats han anat caient, s'observa la construcció en tàpia al seu interior. Les torres imponents que es conserven presenten un estat ruïnós, i fins i tot perillós, a causa de la pèrdua d'una gran part de la maçoneria, deixant a la vista i sense cap protecció el tapial del seu interior i quedant aquest exposat a la intempèrie, cosa que en poc temps ha suposat un important deteriorament.
Des de l'avinguda de San Blas –correspon amb la carretera CV 345– es pot observar el següent tram de muralles que avança cap al sud. Es tracta del llenç conservat de major longitud, encara que la seua altura és variable. Per la part superior, en alguns trams serveix de parapet al camí de baixada que l'acompanya. Però en altres trams, la seua alçada és inferior al nivell del camí, i s'ha reconstruït, fins a crear un ampit al camí, amb mur de maçoneria de menor alçada i gruix, que es distingeix fàcilment de la muralla. També es conserva una saetera allotjada a la mateixa. Pel trasdós de la muralla, encara es conserven algunes de les torres adossades a la mateixa, encara que el seu estat de conservació és força dolent, trobant-se envaïdes per la vegetació. Al final d'aquest extens tram de muralla, les restes han estat incorporades i han servit de base per a una construcció privada posterior.
Al costat d'aquest tram de muralla hi havia una torre àrab, enderrocada a finals del segle XX, sota la qual es va trobar part de la base d'una estructura, possiblement romana, la qual va ser restaurada i conservada. Actualment està sent envaïda per la vegetació.
En conjunt, el tram de muralles al nord de la Torre d'Aljama presenta diverses restes de la muralla, força fragmentada. El primer dels trams ha estat emplenat per la seua part superior i està sent utilitzat com a jardinera per alguns veïns, que a més han tractat d'adequar-lo pel seu compte, revestint-lo amb plaques de pedra. El seu estat és regular, hi ha despreniments de paredats i agressions de la vegetació.

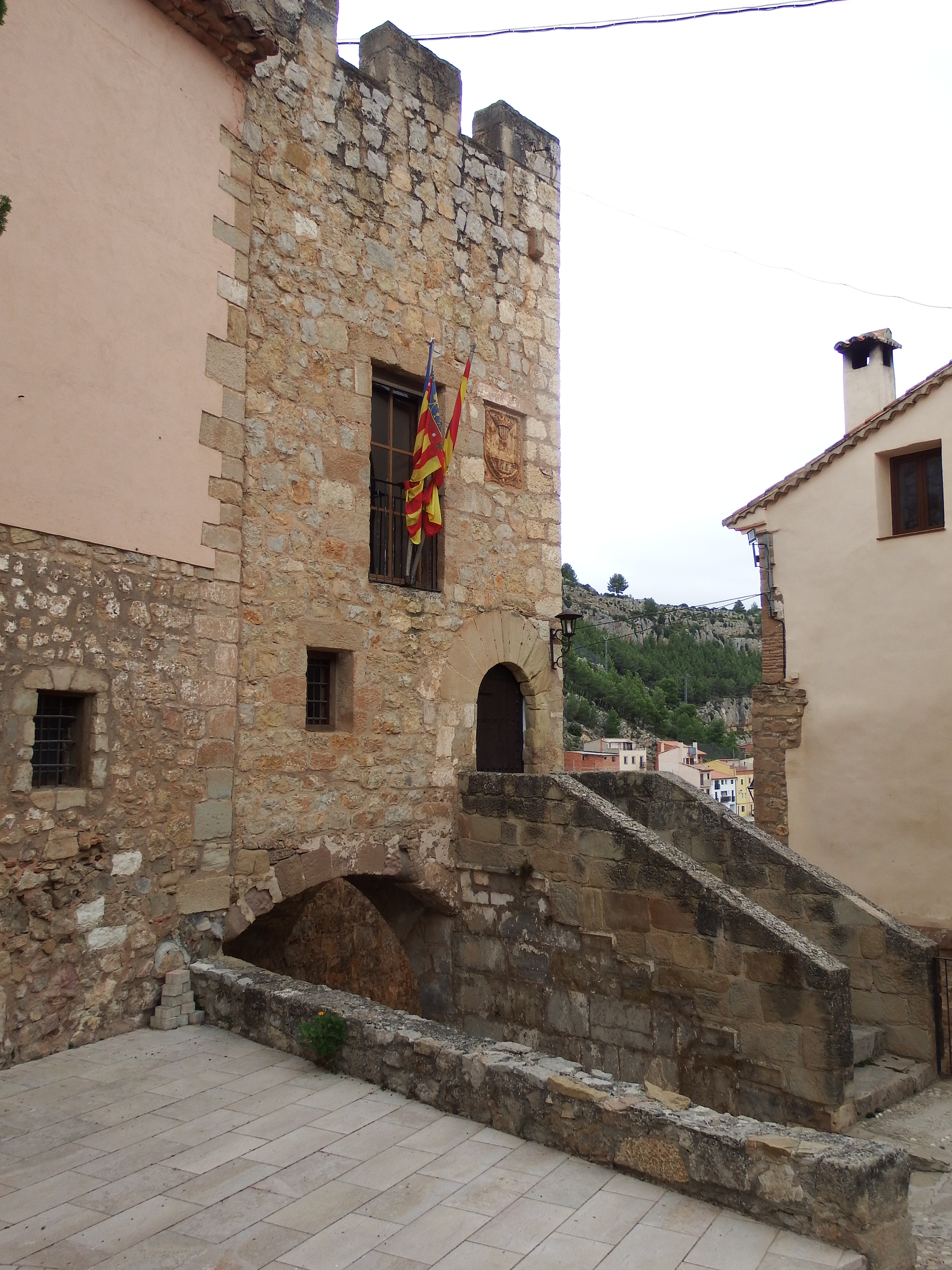
Torre Aljama, que va ser casa de la vila fins al 2012

## Torre Aljama
La torre millor conservada és la Torre de l'Aljama, també coneguda com a Porxo de Sant Antoni. Es tracta de la porta principal d'accés al recinte emmurallat a l'època andalusina i el període baix medieval. Aquest edifici s'ha utilitzat tradicionalment per a les funcions pròpies de la casa consistorial -el terme aljama significa ajuntament- albergant els plens de Corts del Regne el 1319 i 1383, i actuant com a seu de l'Ajuntament fins al 2012.

## Sector sud
Des de l'antiga casa de la vila i en direcció sud-est, hi ha restes de la muralla i una de les torres adossada a la mateixa. Hi ha diferents estrats constructius murals en aquest tram de muralla. A la base s'observa maçoneria ordinària, la qual es troba en estat de deteriorament creixent, havent-se desprès part dels seus paredats i la quasi totalitat del seu revestiment. A partir aproximadament de tres metres d'alçada, la muralla deixa a la vista la construcció en tàpia, quedant presents restes del revestiment d'aquest, si bé es troba majoritàriament desprès.
De la torre que es troba adossada a aquest tram de muralla -torre del Albergue- en queden gaires restes.
Alineada amb aquesta torre, i ja al límit de la vila, es troba una altra torre similar, aparentment l'última del recinte emmurallat, sent que a partir d'ella, el tallat mateix de la muntanya crearia una barrera natural que dificultaria el pas a l'interior del recinte fortificat. Els seus murs van ser incorporats a la construcció de vivendes privades.
Fora de la muralla, sobre el turó de Sant Cristòfol, immediatament a l'oest de la població, s'han trobat restes de dues torres vigies.